# 박용택
박용택(朴龍澤, 1979년 4월 21일 ~ )은 전 KBO 리그 LG 트윈스의 외야수, 지명타자이자, 현 KBS N 스포츠의 야구 해설위원이다.

## 선수 시절

### 아마추어 시절
서울고명초등학교 시절 투수 이재우와 함께 1991년에 서울특별시 국민학교 야구 리그전 우승에 기여했고, 휘문고등학교 재학 시절 유재웅과 동기였다. 고려대학교 시절 경기 도중 턱 부상으로 군 면제됐다.

### LG 트윈스시절
1998년 고졸 우선 지명을 받아 2002년에 입단하였다. 입단 당시부터 정교한 타격과 빠른 발로 팀 타선의 중심 역할을 했으며, 그 해 KIA와의 플레이오프 5차전까지 타율 3할 5푼(20타수 7안타), 4타점, 3득점으로 맹활약해 플레이오프 MVP에 선정됐다. 2005년에는 도루왕을 수상했다. 2008년에는 부상으로 부진했으나 2009년 시즌에 타격왕에 올라 커리어 하이를 기록했다. 그는 타격 방법을 바꿔 엄청난 외야진의 포화 상태와, 오른쪽 어깨 부상, 팬들에 대한 극도의 심적인 부담으로 외야 수비에 어려움을 느껴 지명타자로 전향했지만 썩 재미를 보지 못했다. 그 후, 다시 외야수로 출장하는 시간을 늘려 2012년 골든 글러브를 수상했다. 그 해에 득점권 타율 리그 1위를 차지했다. 2013년 테이블 세터와 클린업 트리오를 오가며 리그 수위 타자 및 안타왕 경쟁을 했으며, 2시즌 연속 골든 글러브를 받았다. 2016년 5월 5일 두산전에서 역대 8번째 통산 1900안타를 달성했다. 2016년 8월 11일 NC전에서 2000안타를 달성했고, 10월 3일 홍성흔의 현역 최다 안타를 경신했다. 그리고 2018년 6월 23일 롯데전에서 노경은을 상대로 양준혁의 최다 안타 기록을 경신했다.
2020년 10월 7일 삼성 라이온즈전에서 KBO 리그 역대 최초 통산 2500안타를 쳐 냈다. 2020년 시즌 후 은퇴하였다.

## 야구선수 은퇴 후
2021년, 《KBS N 스포츠》 야구 해설위원으로 활동했다.
2021년, 《노는 브로》에서 고정 출연하고 있다. 
2024년, tvN STORY의 벌거벗은 한국사》 131회차에 이대호, 윤석민과 함께 게스트로 출연했다.

## 별명
김태균과 더불어 별명이 많은 야구 선수 중 한 명인데, '용암택', '찬물택', '간디택', '울보택', 'LG택', '광고택', '메트로박', '이천택', '2000택', '1번택', '3번택', '지명택' '졸렬택' '연탄택' '기록택' '안타택' '소녀택' 이외에도 별명이 너무 많아 이를 하나로 통합해 '별명택'이라고 불린다. 최근에 KBS N 스포츠 야구 해설위원으로 하면서 '해설택'이라고 불렸다.
박용택의 은퇴식(2022년 7월 3일) LG 트윈스의 모든 선수들이 박용택의 별명을 등번호에 붙인 유니폼을 입고 참석하였다. 은퇴식 이후로는 '은퇴택'이라는 별명도 얻었다.

## 응원가
- 무적L!G! 박용택×3

워오오 오오 워오오오오오~
- 오~ 오~ 오~ LG 박용택! 박용택! 오 ~오 ~ 오~ LG 박용택! 박용택! 오~ 오~ 오~ LG 박용택! 박용택!
- 무적 LG 박용택 워워오오오오 워워오오오오 (×4)

## 출신 학교
- 서울고명초등학교
- 휘문중학교
- 휘문고등학교
- 고려대학교

## 통산 기록
| 연도 | 팀명   | 타율  | 경기 | 타수 | 득점 | 안타 | 2루타 | 3루타 | 홈런 | 루타 | 타점 | 도루 | 도실 | 볼넷 | 사구 | 삼진 | 병살 | 실책 |
| ---- | ------ | ----- | ---- | ---- | ---- | ---- | ----- | ----- | ---- | ---- | ---- | ---- | ---- | ---- | ---- | ---- | ---- | ---- |
| 2002 | LG     | 0.288 | 112  | 375  | 68   | 108  | 28    | 6     | 9    | 175  | 55   | 20   | 5    | 38   | 6    | 109  | 11   | 0    |
| 2003 | LG     | 0.257 | 133  | 494  | 68   | 127  | 21    | 6     | 11   | 193  | 51   | 42   | 12   | 40   | 9    | 83   | 7    | 2    |
| 2004 | LG     | 0.300 | 109  | 393  | 51   | 118  | 15    | 2     | 16   | 185  | 58   | 10   | 4    | 32   | 3    | 68   | 4    | 3    |
| 2005 | LG     | 0.280 | 126  | 472  | 90   | 132  | 25    | 1     | 15   | 204  | 71   | 43   | 7    | 43   | 5    | 98   | 9    | 1    |
| 2006 | LG     | 0.294 | 126  | 476  | 69   | 140  | 26    | 3     | 16   | 220  | 64   | 25   | 3    | 50   | 2    | 93   | 7    | 2    |
| 2007 | LG     | 0.278 | 126  | 479  | 69   | 133  | 24    | 4     | 14   | 207  | 66   | 20   | 2    | 43   | 1    | 83   | 7    | 3    |
| 2008 | LG     | 0.257 | 96   | 334  | 39   | 86   | 12    | 2     | 2    | 108  | 32   | 16   | 6    | 34   | 1    | 55   | 5    | 0    |
| 2009 | LG     | 0.372 | 111  | 452  | 91   | 168  | 31    | 5     | 18   | 263  | 74   | 22   | 3    | 36   | 6    | 63   | 15   | 3    |
| 2010 | LG     | 0.300 | 107  | 370  | 62   | 111  | 21    | 0     | 9    | 159  | 45   | 19   | 4    | 38   | 5    | 64   | 6    | 0    |
| 2011 | LG     | 0.302 | 115  | 414  | 57   | 125  | 21    | 1     | 15   | 193  | 64   | 13   | 3    | 26   | 5    | 71   | 8    | 1    |
| 2012 | LG     | 0.305 | 127  | 499  | 82   | 152  | 34    | 3     | 11   | 225  | 76   | 30   | 8    | 42   | 7    | 66   | 9    | 0    |
| 2013 | LG     | 0.328 | 125  | 476  | 79   | 156  | 22    | 4     | 7    | 207  | 67   | 13   | 8    | 52   | 4    | 71   | 5    | 0    |
| 2014 | LG     | 0.343 | 124  | 464  | 71   | 159  | 24    | 2     | 9    | 214  | 73   | 11   | 9    | 75   | 1    | 65   | 15   | 1    |
| 2015 | LG     | 0.326 | 128  | 487  | 66   | 159  | 28    | 2     | 18   | 245  | 83   | 11   | 4    | 34   | 4    | 73   | 12   | 2    |
| 2016 | LG     | 0.346 | 138  | 509  | 84   | 176  | 24    | 0     | 11   | 233  | 90   | 6    | 6    | 58   | 4    | 71   | 13   | 0    |
| 2017 | LG     | 0.344 | 138  | 509  | 83   | 175  | 23    | 2     | 14   | 244  | 90   | 4    | 2    | 72   | 6    | 88   | 13   | 0    |
| 2018 | LG     | 0.303 | 134  | 524  | 89   | 159  | 38    | 1     | 15   | 244  | 76   | 3    | 3    | 47   | 5    | 107  | 21   | 0    |
| 2019 | LG     | 0.282 | 64   | 195  | 19   | 55   | 9     | 0     | 1    | 67   | 22   | 3    | 1    | 18   | 0    | 30   | 3    | 0    |
| 2020 | LG     | 0.300 | 97   | 217  | 22   | 65   | 15    | 0     | 2    | 86   | 35   | 2    | 0    | 15   | 0    | 34   | 7    | 0    |
| 통산 | 19시즌 | 0.308 | 2236 | 8139 | 1259 | 2504 | 441   | 44    | 213  | 3672 | 1192 | 313  | 90   | 793  | 74   | 1392 | 177  | 18   |

- 빨간 글씨는 KBO 역대 통산 1위 기록.

## 같이 보기
- KBO 리그 개인 통산 최다 안타